# Lliga espanyola de futbol sala femenina
La Primera divisió de futbol sala femení és una competició esportiva de clubs de futbol sala espanyols, creada el 1994. De caràcter anual, està organitzada per la LNFS i la Reial Federació Espanyola de Futbol.

## Equips participants
A la temporada 2022-23 hi participen 16 equips:
- AD Alcorcón FS
- AD Sala Zaragoza FS
- AD Teldeportivo FSF
- CD Pescados Rubén Barela FS
- Leganés FS
- FSF Mostoles
- CD Futsi Atlético Navalcarnero
- Joventut d'Elx FS
- LBTL Futsal Alcantarilla
- Marín Futsal
- MSC Torreblanca FS
- Ourense CF
- Poio FS
- Rayo Majadahonda AFAR 4 FSF
- STV Roldán FSF
- Viaxes Amarelle FSF

## Historial
| En negreta = Equip guanyador (1) = Nombre de títols Nota: Noms dels equips segons l'època. |

| Edició | Temp.   | Campió                              | Resultat  | Subcampió                       | refs   |
| ------ | ------- | ----------------------------------- | --------- | ------------------------------- | ------ |
| I      | 1994-95 | Sal Lence Coruña (1)                | lligueta  | Trocadero de Toledo             |        |
| II     | 1995-96 | Sal Lence Coruña (2)                | lligueta  | Alcobendas Féminas              |        |
| III    | 1996-97 | Femesala Elx (1)                    | lligueta  | Meiras-Ferrol                   |        |
| IV     | 1997-98 | Femesala Elx (2)                    | lligueta  | Sanpedrotarrak San Sebastián    |        |
| V      | 1998-99 | CD Ourense (1)                      | lligueta  | Alcalá Sala                     |        |
| VI     | 1999-00 | Femesala Elx (3)                    | lligueta  | CD Ourense                      |        |
| VII    | 2000-01 | FSF Móstoles (1)                    | lligueta  | Femesala Elx                    |        |
| VIII   | 2001-02 | UCAM Murcia (1)                     | lligueta  | CD Ourense                      |        |
| IX     | 2002-03 | UCAM Murcia (2)                     | lligueta  | Femesala Elx                    |        |
| X      | 2003-04 | Femesala Elx (4)                    | lligueta  | UCAM Murcia                     |        |
| XI     | 2004-05 | Femesala Elx (5)                    | lligueta  | Futsi Navalcarnero              |        |
| XII    | 2005-06 | Tecnocasa Móstoles (2)              | lligueta  | Futsi Navalcarnero              |        |
| XIII   | 2006-07 | Femesala Elx Ocio Azul (6)          | lligueta  | Encofra Navalcarnero            |        |
| XIV    | 2007-08 | Femesala Elx Ocio Azul (7)          | lligueta  | Encofra Navalcarnero            |        |
| XV     | 2008-09 | CajaSur Deportivo Córdoba (1)       | lligueta  | Femesala Elx Ocio Azul          | [ 1 ]  |
| XVI    | 2009-10 | CajaSur Deportivo Córdoba (2)       | lligueta  | Femesala Elx                    |        |
| XVII   | 2010-11 | Ponte Ourense SAD (1)               | lligueta  | Móstoles Cospusa                | [ 2 ]  |
| XVIII  | 2011-12 | Atlético de Madrid Navalcarnero (1) | lligueta  | FSF Móstoles                    | [ 3 ]  |
| XIX    | 2012-13 | CD Burela Pescados Rubén FS (1)     | lligueta  | Atlético de Madrid Navalcarnero | [ 4 ]  |
| XX     | 2013-14 | Atlético de Madrid Navalcarnero (2) | lligueta  | CD Burela Pescados Rubén FS     | [ 5 ]  |
| XXI    | 2014-15 | Atlético de Madrid Navalcarnero (3) | lligueta  | Cidade de As Burgas FS          | [ 6 ]  |
| XXII   | 2015-16 | CD Burela Pescados Rubén FS (2)     | lligueta  | Atlético de Madrid Navalcarnero | [ 7 ]  |
| XXIII  | 2016-17 | CD Futsi Atlético Feminas (4)       | lligueta  | CD Universitat d'Alacant        |        |
| XXIV   | 2017-18 | Jimbee Roldan FSF (1)               | lligueta  | CD Futsi Atlético Feminas       | [ 8 ]  |
| XXV    | 2018-19 | CD Futsi Atlético Feminas (5)       | lligueta  | CD Burela Pescados Rubén FS     | [ 9 ]  |
| XXVI   | 2019-20 | Pescados Rubén Barela FS (3)        | 3-2       | AD Alcorcón FS                  | [ 10 ] |
| XXVII  | 2020-21 | Pescados Rubén Barela FS (4)        | 5-2       | CD Futsi Atlético Navalcarnero  |        |
| XXVIII | 2021-22 | CD Futsi Atlético Navalcarnero (6)  | 2-2 / 6-3 | Pescados Rubén Barela FS        | [ 11 ] |
| XXIX   | 2022-23 | Pescados Rubén Barela FS (5)        | 1-2 / 2-2 | CD Futsi Atlético Navalcarnero  |        |

1. ↑  Degut a la paralització de totes les competicions pel risc públic de contagi del COVID-19, es va reprendre la competició amb una fase final en format de final a quatre. El Pescados Rubén Barela va guanyar la final per 3-2.

## Palmarès
| Equip                               | Campió | Subcampió | Anys campió                                                   | Anys subcampió                                                         |
| ----------------------------------- | ------ | --------- | ------------------------------------------------------------- | ---------------------------------------------------------------------- |
| Club Femesala Elx                   | 7      | 4         | 1996-97, 1997-98, 1999-00, 2003-04, 2004-05, 2006-07, 2007-08 | 2000-01, 2002-03, 2008-09, 2009-10                                     |
| Atlético Madrid Navalcarnero        | 5      | 8         | 2011-12, 2013-14, 2014-15, 2016-17, 2018-19                   | 2004-05, 2005-06. 2006-07, 2007-08, 2012-13, 2015-16, 2017-18, 2022-23 |
| Club Deportivo Burela Fútbol Sala   | 5      | 3         | 2012-13, 2015-16, 2019-20, 2020-21, 2022-23                   | 2013-14, 2018-19, 2021-22                                              |
| Fútbol Sala Femenino Móstoles       | 2      | 2         | 2000-01, 2005-06                                              | 2010-11, 2011-12                                                       |
| Fútbol Sala Femenino UCAM Murcia    | 2      | 1         | 2001-02, 2002-03                                              | 2003-04                                                                |
| Deportivo Córdoba Futbol Sala       | 2      | 0         | 2008-09, 2009-10                                              | —                                                                      |
| Sal Lence Coruña                    | 2      | 0         | 1994-95, 1995-96                                              | —                                                                      |
| Club Deportivo Ourense Fútbol Sala  | 1      | 2         | 1998-99                                                       | 1999-00, 2001-02                                                       |
| Ourense Club de Fútbol              | 1      | 0         | 2010-11                                                       | —                                                                      |
| Jimbee Roldan Fútbol Sala Femenino  | 1      | 0         | 2017-18                                                       | —                                                                      |
| Trocadero de Toledo                 | 0      | 1         | —                                                             | 1994-95                                                                |
| Alcobendas Féminas                  | 0      | 1         | —                                                             | 1995-96                                                                |
| Meiras-Ferrol                       | 0      | 1         | —                                                             | 1996-97                                                                |
| Sanpedrotarrak San Sebastián        | 0      | 1         | —                                                             | 1997-98                                                                |
| Alcalá Sala                         | 0      | 1         | —                                                             | 1998-99                                                                |
| Cidade de As Burgas Fútbol Sala     | 0      | 1         | —                                                             | 2014-15                                                                |
| Club Deportiu Universitat d'Alacant | 0      | 1         | —                                                             | 2016-17                                                                |